# Édouard-Jean Niermans
 (novembre 2023).
Si vous disposez d'ouvrages ou d'articles de référence ou si vous connaissez des sites web de qualité traitant du thème abordé ici, merci de compléter l'article en donnant les références utiles à sa vérifiabilité et en les liant à la section « Notes et références ».
Pour les articles homonymes, voir Niermans.
Édouard-Jean Niermans, né le 30 mai 1859 à Enschede et mort le 19 octobre 1928 à Montlaur, Aude, Eduard Johan Niermans en néerlandais, est un célèbre architecte néerlandais de la Belle Époque, naturalisé Français en 1895.
Il est le père de l'architecte Jean Niermans (1897-1989).

## Biographie
Né au sein d'une famille bourgeoise, fils de l'architecte Gerrit Doorwaart Niermans, il fait des études à l'École polytechnique de Delft dont il est diplômé en 1883. 
Par goût pour la culture française, il s'installe au no 41 quai d'Anjou à Paris où il pense acquérir une certaine notoriété, ce qui, dans un premier temps, fut le cas en tant que dessinateur de mobilier, ornemaniste et architecte d'intérieur décorateur. Choisi grâce à son appartenance à la communauté néerlandaise de Paris pour bâtir le pavillon néerlandais de l'Exposition universelle de Paris de 1889, il est décoré de la Légion d'honneur pour cette prestation remarquée. 
Il revient définitivement à l'architecture en 1891 en s'intéressant au décor et à la construction de brasseries et théâtres dont la brasserie Mollard, la taverne Pousset, le Casino de Paris, les Folies Bergère, le Moulin-Rouge à Paris ainsi que d'hôtels comme le Palace Hôtel à Ostende en Belgique et la reconstruction de l'hôtel du Palais (villa Eugénie) à Biarritz en 1904-1905. 
En 1894, son style se dégage de l'influence hollandaise pour lui devenir propre. Il est basé sur une grande connaissance des styles du passé et des attentes du public. Les matériaux modernes lui permettent de marier goût du passé et confort moderne pour les clients. Naturalisé Français en 1895, il entre à la Société centrale d'architecture, parrainé par le célèbre architecte Charles Garnier.
La modernisation des salons du Casino municipal de Nice marque le début d'une nouvelle carrière sur la Côte d'Azur où il s'installe en 1909. Il se lie avec de nombreux artistes dont Jules Chéret et Ziem, rencontre Auguste Renoir. Deux artistes de moindre importance deviennent des familiers de sa maison : Gervais et Lucas (qui exécutèrent les peintures du déambulatoire de l'hôtel Negresco). Entre 1910 et 1914, l'activité de Niermans est immense, il fait les plans du Palace Hôtel de Madrid, agrandit le casino de Châtel-Guyon en Auvergne, édifie plusieurs villas et effectue plusieurs études pour Henri Négresco qui aboutiront en 1912 à la création de l'hôtel Negresco sur la promenade des Anglais de Nice.
Après la Première Guerre mondiale, il collabore avec les architectes Émile Molinié (1877-1964), Charles Nicod, Prix de Rome en 1907), Albert Pouthier, tous trois associés par ailleurs, puis avec ses deux fils Édouard (1904-1984) et Jean (1897-1989, prix de Rome en 1929), eux-mêmes architectes.
Il meurt le 19 octobre 1928 dans sa propriété viticole du château de Montlaur dans l'Aude, pour laquelle il se passionne les dernières années de sa vie. Le domaine de Montlaur est aujourd'hui la propriété de ses petits-enfants.

## Principales réalisations
- 1885 : Brasserie Mollard à Paris

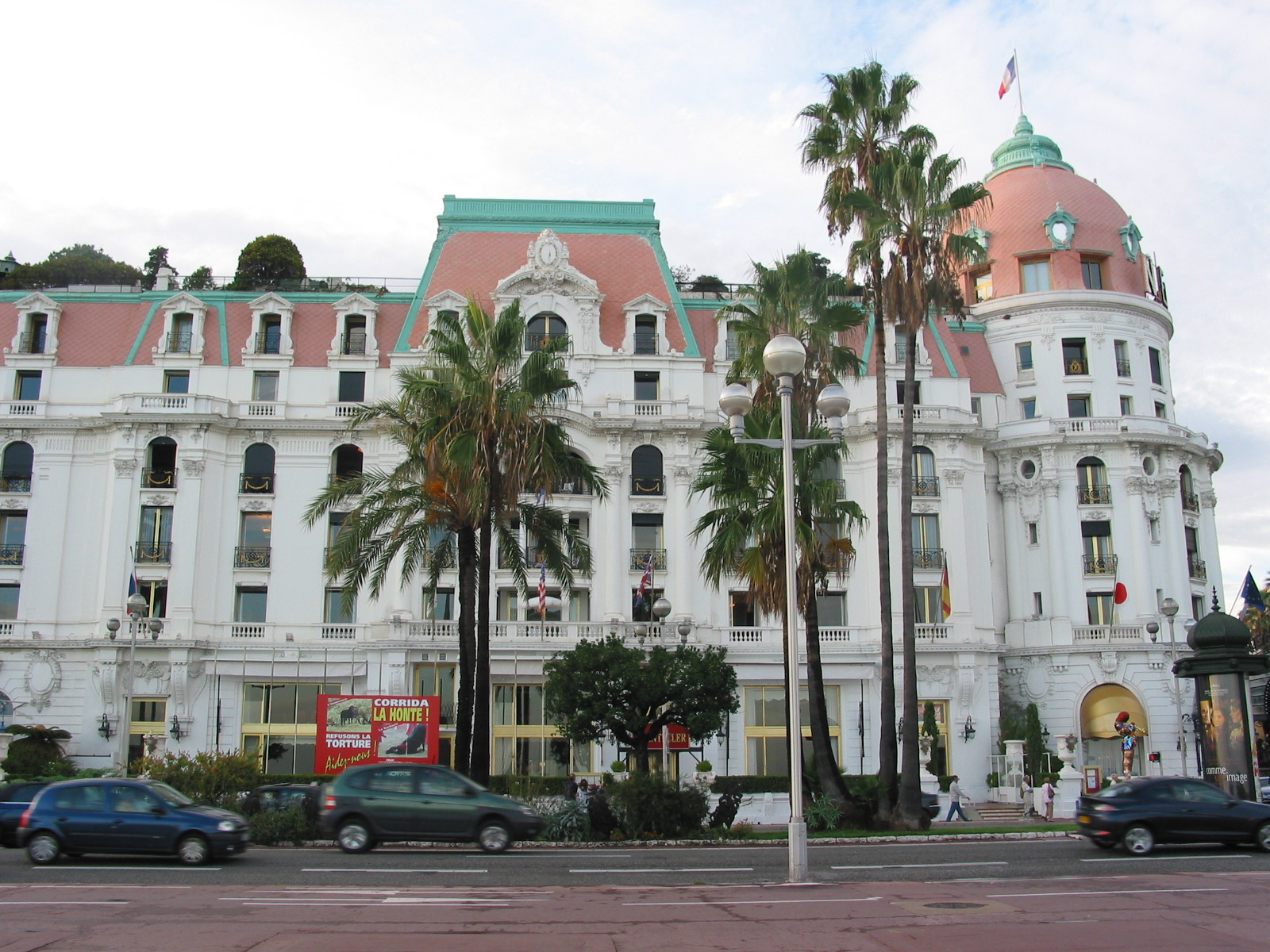
L'hôtel Negresco, fondé par Henri Négresco et réalisé par Édouard Niermans en 1912 sur le promenade des Anglais à Nice.

- 1889 : Moulin-Rouge dans le 18e arrondissement de Paris ;
- 1894-1898 : réaménagement du théâtre Marigny, dans le 8e arrondissement de Paris (à partir d'un panorama construit par Charles Garnier) ;
- 1894 : Construction du nouveau bâtiment art nouveau de l'Elysée Montmartre dans le 8e arrondissement de Paris
- 1898 : théâtre des Capucines, boulevard des Capucines dans le 8e arrondissement de Paris ;
- 1899-1900 : Royal-Palace à Ostende en Belgique pour la Compagnie internationale des  Grands Hôtels ;
- 1900-1901 : immeuble de rapport, no 12 rue Meynadier, dans le 19e arrondissement de Paris ;
- 1902 : Reconstruction de l'Elysée Montmartre après sont incendie. Pour cela Niermans utilise une travée du Pavillon de France conçu par Gustave Eiffel pour l'Exposition universelle de 1889 à Paris.
- 1902-1903 : hôtels, nos 12-14 rue Boucher-de-Perthes ; châlets, nos 2-4 rue Duquesne ; villas, no 29 et nos 35 avenue du Maréchal-Foch à Mers-les-Bains (Somme) ;
- 1903 : décoration intérieure du salon de thé Angélina au no 226 rue de Rivoli à Paris ;
- 1903-1905 : Hôtel du Palais, no 1 avenue de l'Impératrice à Biarritz (Pyrénées-Atlantiques) ;
- 1906-1907 : hôtel Savoy à Fontainebleau-Avon (Seine-et-Marne) ;
- 1909-1910 : Casino-théâtre de Châtel-Guyon ;
- 1909-1910 : le Palace Hôtel de Madrid (avec l'assistance de l'architecte catalan Eduardo Ferrès-Puig) ;
- 1911-1912 : immeuble d'habitation, no 31 promenade des Anglais à Nice (Alpes-Maritimes) ;
- 1911-1913 : hôtel Pyrénées Palace, rue Sylvie et boulevard Charles-Tron, Bagnères-de-Luchon (Haute-Garonne) ;
- 1911-1913 : hôtel Negresco pour Henri Négresco et Alexandre Darracq, promenade des Anglais à Nice, avec les peintres H. Lucas, P. Gervais, et le décorateur Barbéris ;
- 1912-1915 : immeuble le Park-Palace, boulevard des Moulins et avenue Saint-Michel, Monte-Carlo, Monaco ;
- 1914-1919 : construction du théâtre Mogador (architecte d'opération), no 25 rue de Mogador, dans le 9e arrondissement de Paris ;
- 1926 : villa Le Colombier, no 162 boulevard du Mont-Boron à Nice, pour sa fille Hélène Niermans ;
- 1926-1929 : villa au no 18 avenue du Docteur-Roux à Nice, avec Jean Niermans.